# Дронговський Костянтин Леонідович
Костянти́н Леоні́дович Дронго́вський (нар. 10 лютого 1984 — 1 серпня 2014) — солдат Збройних сил України, учасник російсько-української війни.

## Життєпис
Народився 1984 року в смт Кам'яний Брід; закінчив 2001-го місцеву школу. Пройшов строкову військову службу в лавах Збройних Сил України. Створив родину, виховували доньку.
В часі війни з літа 2014-го мобілізований, не переховувався, солдат, радіотелефоніст 30-ї окремої механізованої бригади (Новоград-Волинський).
1 серпня 2014 року колона військової техніки потрапила під обстріл терористів у районі прикордонного села Степанівка (Шахтарський район) Донецької області.
Без Костянтина лишились батько Леонід, дружина Ольга та донька Тетяна 2008 р.н.
Похований в смт Кам'яний Брід 5 серпня 2014-го.

## Нагороди та вшанування
- 15 травня 2015 року — за особисту мужність і героїзм, виявлені у захисті державного суверенітету та територіальної цілісності України, вірність військовій присязі під час російсько-української війни, відзначений — нагороджений орденом «За мужність» III ступеня (посмертно).
- 30 квітня 2015-го у Кам'яному Броді відкрито пам'ятну дошку Костянтину Дронговському[2]
- його портрет розміщений на меморіалі «Стіна пам'яті полеглих за Україну» у Києві: секція 2, ряд 2, місце 27.